# Dreiband-Weltmeisterschaft 1990
Die Dreiband-Weltmeisterschaft 1990 war die 45. Auflage der Dreiband-Weltmeisterschaft, die seit 1928 in der Karambolagevariante Dreiband ausgetragen wird.

## Turnierdetails
1990 fand sie in Form von sechs Weltcup-Turnieren statt. Es waren die Weltcups in
1. Antwerpen (Belgien) 2.–4. November,
2. Paris (Frankreich) 16.–18. November,
3. Berlin (Deutschland) 23.–25. November,
4. Norrköping (Schweden) 29. November – 2. Dezember,
5. Palma (Spanien) 7.–9. Dezember
6. und das Finale in Tokio (Japan) 14.–16. Dezember.

Insgesamt starteten 65 Dreiband-Akteure bei den 6 Turnieren.
Mit 6.000 waren die meisten Zuschauer in Paris anwesend. Insgesamt besuchten 12.800 Zuschauer die Turniere.
Es wurden für die Turniere Weltranglistenpunkte vergeben (siehe Punkteschlüssel). Der Punktbeste aus allen Turnieren war der neue Weltmeister. Klarer Sieger wurde 1990 mit 270 Punkten der belgische Serienweltmeister Raymond Ceulemans. Sein Landsmann, Mentor und Vorjahressieger Ludo Dielis kam auf den dritten Platz.

## Punkteschlüssel
| Platz | Punkte |
| ----- | ------ |
| 1.    | 60     |
| 2.    | 45     |
| 3.    | 30     |
| 4.    | 24     |
| 5.    | 21     |
| 6.    | 18     |
| 7.    | 15     |
| 8.    | 12     |

## Ergebnisse
| Ergebnisse Einzelturniere | Ergebnisse Einzelturniere | Ergebnisse Einzelturniere | Ergebnisse Einzelturniere | Ergebnisse Einzelturniere | Ergebnisse Einzelturniere | Ergebnisse Einzelturniere | Ergebnisse Einzelturniere |
| Jahr                      | Ort                       | Sieger                    | GD                        | Platz 2                   | GD                        | Platz 3                   | GD                        |
| ------------------------- | ------------------------- | ------------------------- | ------------------------- | ------------------------- | ------------------------- | ------------------------- | ------------------------- |
| 1990/1                    | Antwerpen                 | Torbjörn Blomdahl         | 1,671                     | Raymond Ceulemans         | 1,500                     | Dick Jaspers              | 1,266                     |
| 1990/2                    | Paris                     | Raymond Ceulemans         | 1,521                     | Richard Bitalis           | 1,356                     | Torbjörn Blomdahl         | 1,503                     |
| 1990/3                    | Berlin                    | Ludo Dielis               | 1,644                     | Torbjörn Blomdahl         | 1,909                     | Raymond Ceulemans         | 1,330                     |
| 1990/4                    | Norrköping                | Raymond Ceulemans         | 1,648                     | Richard Bitalis           | 1,425                     | Torbjörn Blomdahl         | 1,484                     |
| 1990/5                    | Palma                     | Marco Zanetti             | 1,760                     | Raymond Ceulemans         | 1,603                     | Richard Bitalis           | 1,447                     |
| 1990/6                    | Tokio                     | Torbjörn Blomdahl         | 1,632                     | Ludo Dielis               | 1,284                     | Raymond Ceulemans         | 1,584                     |

| Endstand Weltmeisterschaft 1990 | Endstand Weltmeisterschaft 1990 | Endstand Weltmeisterschaft 1990 | Endstand Weltmeisterschaft 1990 | Endstand Weltmeisterschaft 1990 | Endstand Weltmeisterschaft 1990 | Endstand Weltmeisterschaft 1990 | Endstand Weltmeisterschaft 1990 | Endstand Weltmeisterschaft 1990 | Endstand Weltmeisterschaft 1990 |
| Jahr                            | Gold                            | Punkte                          | GD                              | Silber                          | Punkte                          | GD                              | Bronze                          | Punkte                          | GD                              |
| ------------------------------- | ------------------------------- | ------------------------------- | ------------------------------- | ------------------------------- | ------------------------------- | ------------------------------- | ------------------------------- | ------------------------------- | ------------------------------- |
| 1990                            | Raymond Ceulemans               | 270                             | 1,525                           | Torbjörn Blomdahl               | 246                             | 1,619                           | Ludo Dielis                     | 153                             | 1,308                           |